# Gor (Grenade)
Pour les articles homonymes, voir Gor.
Gor est une commune andalouse située dans la province de Grenade au sud-est de l'Espagne dans la comarque de Guadix.

## Géographie

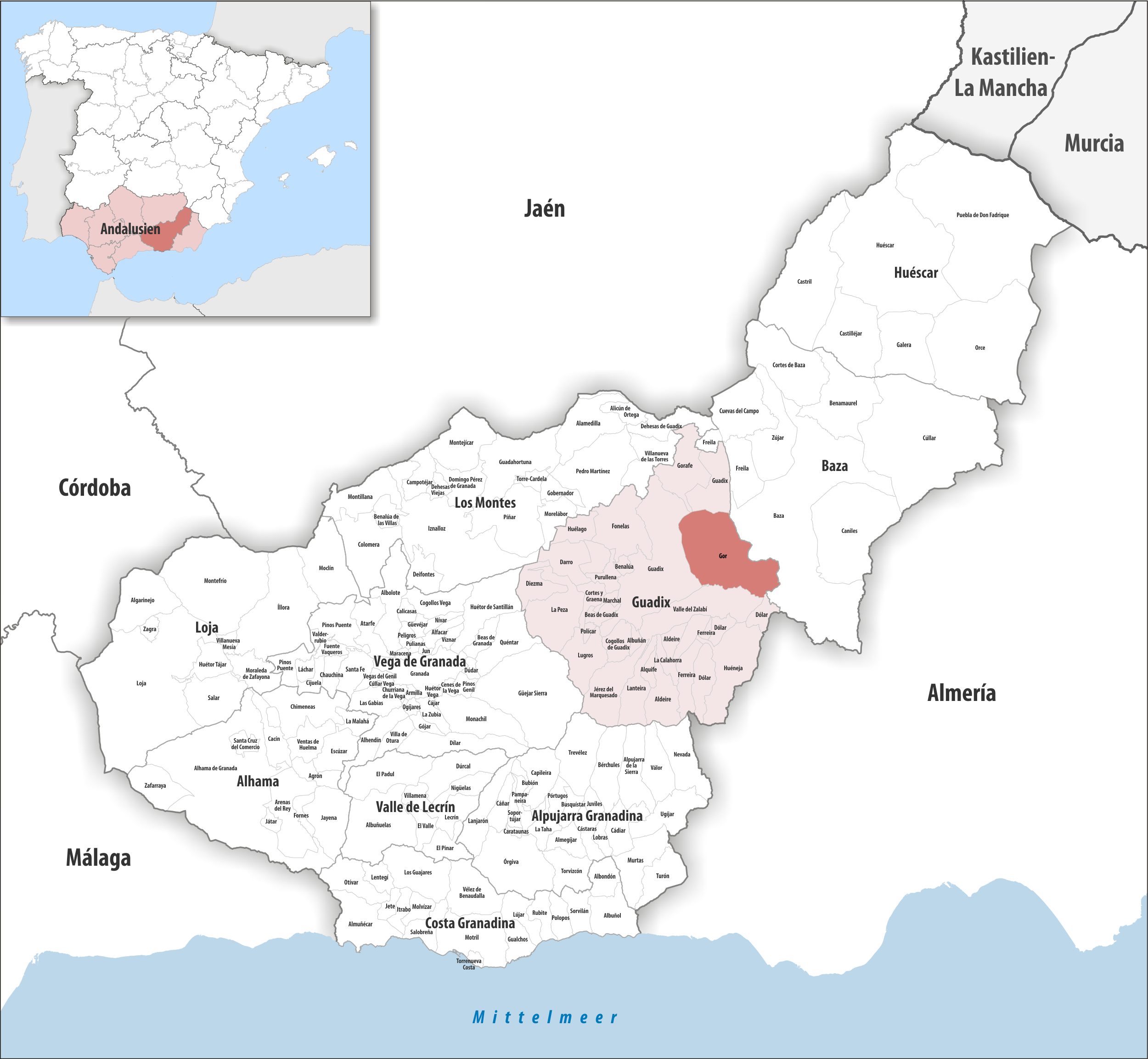
Gor dans la comarque de Guadix, province de Grenade / en Andalousie

### Localisation
La commune de Gor se trouve dans le sud de l'Espagne, verss le centre-est de la province de Grenade et en bordure nord-est de la comarque de Guadix.
Grenade est à 73 km sud-ouest ;
Madrid à 459 km nord ;
Gibraltar à 328 km sud-ouest (distances par route).

### Généralités
La commune comprend le village de Gor et plusieurs hameaux dispersés : Las Juntas (es), Las Viñas (es), Cenascuras, Los Balcones (partagé entre Gor et Guadix), La Rambla Valdiquín, Los Corrales, El Royo Serval et La Estación de Gorafe (es).
Son altitude va de 1 100 à 2 100 m, son climat est continental avec des hivers froids et des étés doux, et de faibles indices pluviométrique, inférieurs à 300 l/m2.[réf. nécessaire]
Sa moitié sud-est fait partie du parc naturel Sierra de Baza.
Elle est traversée d'est en ouest par l'ancienne N-342 (es), qui relie Jerez de la Frontera (Cadix) à Puerto Lumbreras (Murcie) – remplacée de nos jours par l'autoroute A-92N qui va de Guadix à la limite de la région de Murcie.

### Hydrographie
Le Gor (es), affluent du Fardes (es) et sous-affluent du Guadiana Menor (bassin du Guadalquivir), prend source dans le sud-est de la commune, dans la sierra de Baza. Il traverse entièrement la commune du sud au nord.

## Histoire

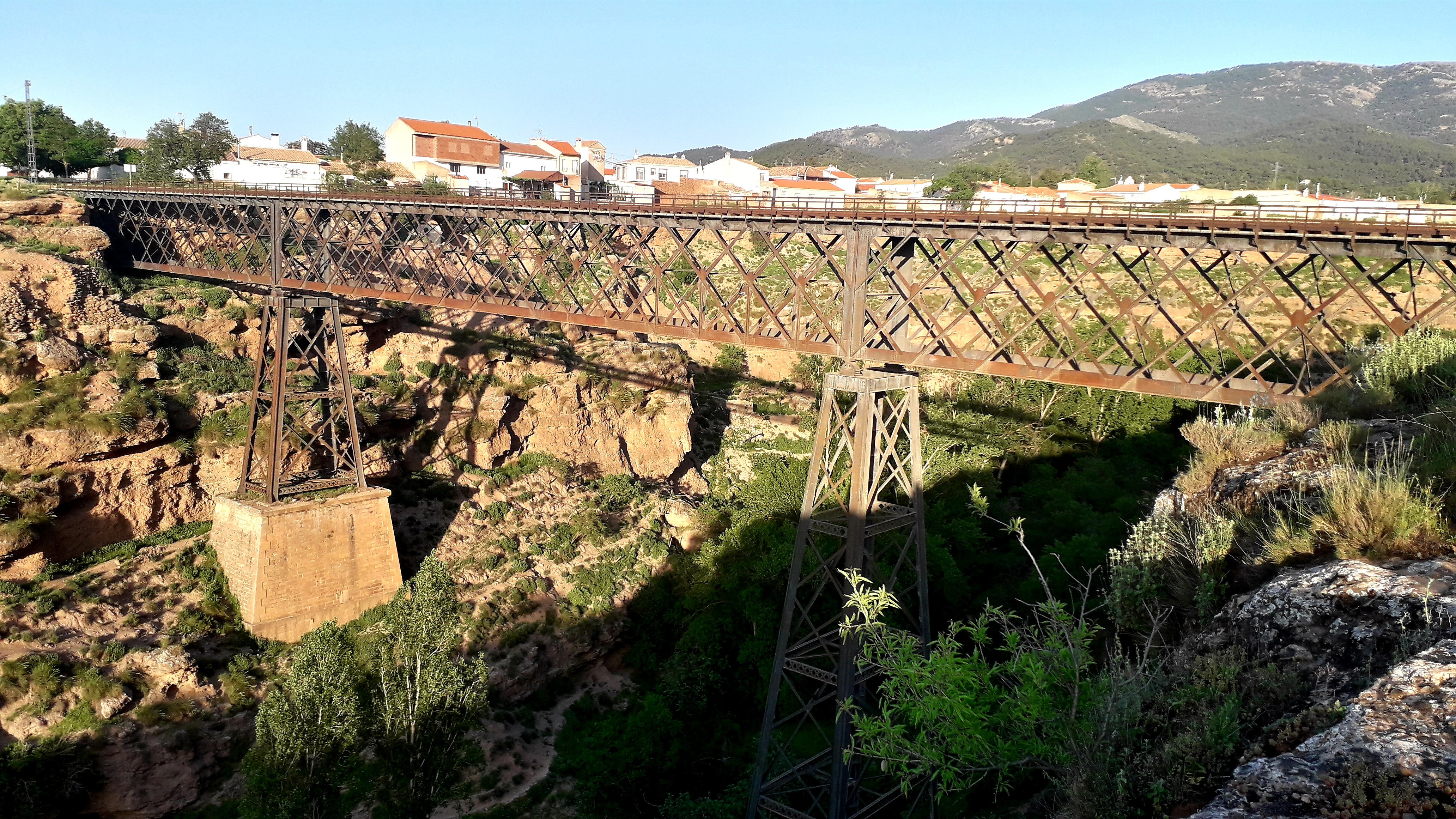
Le pont de Baúl, de l'ancien chemin de fer entre Baza et Gor

### Le chemin de fer à Gor
Pour des articles plus généraux, voir Histoire des chemins de fer espagnols et Corridor méditerranéen (Espagne).
Gor est sur la ligne de chemin de fer entre Almendricos (es) (village sur la commune de Lorca, où passe la ligne reliant les anciennes mines de Lorca au port d'Águilas) en Murcie, et Grenade via la vallée de l'Almanzora et Baza – un parcours d'obstacles sur un terrain semé d'embûches,, le tout baignant de longue date dans des spéculations tortueuses.
La compagnie Great Southern of Spain Railway (en) a obtenu la concession de cette ligne, mais les multiples problèmes qu'elle rencontre font qu'elle ne peut mener la ligne que d'Almeria jusqu'à Baza. 
Au tournant du XXe siècle, c'est la Granada Railway Company Limited (es) qui est responsable de la ligne Guadix – Baza. Les difficultés administratives s'accumulent pour cette compagnie aussi, et il lui faut attendre mars 1902 pour qu'un Ordre royal l'autorise à continuer les travaux, fixant un délai de trois ans pour l'achèvement desdits travaux.
Aux abords de Gor, trois problèmes techniques se rencontrent : le franchissement des vallées des ruisseaux du Baúl, du Gor et du Grao – respectivement 150 m, 250 m et 50 m de large pour des vallées encaissées,.
Ceci va aboutir à la construction du premier pont en Espagne du type pont-grue ou cantilever, composé de deux tabliers différents reposant sur un étrier et sur un pilier. 

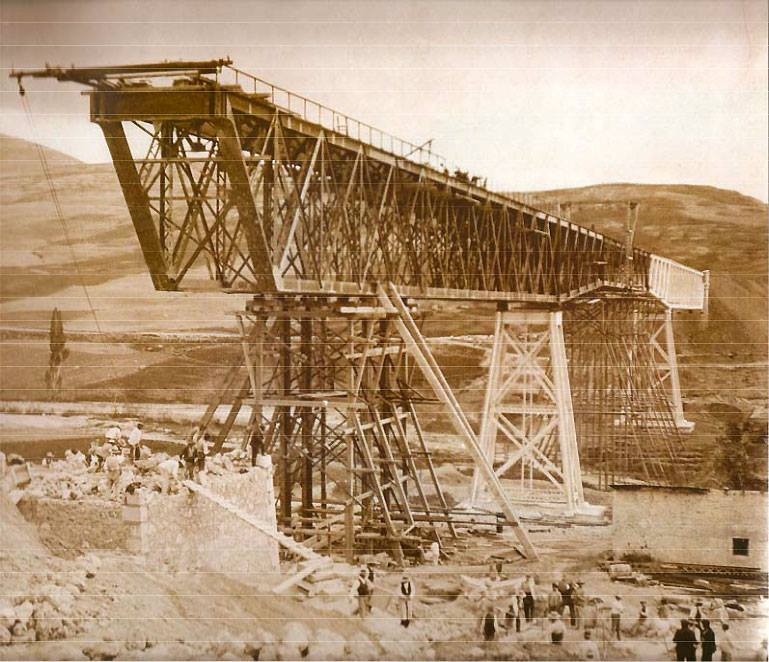
Le pont ferroviaire du Gor en construction, début 1906.
Photo

L'équipe d'ingénieurs mettant en œuvre le pont du Gor (es) inclut Juan Cervantes Pinelo,
José Moreno, Stanislav Bassinsky et Silvestre Fernández de la Somera (es),. 
Rafael de la Escosura est responsable du tracé définitif de la ligne, donc de la révision du tracé défini pour la ligne de Murcie à Grenade. L'ingénieur James Livesey a dessiné le pont en détail pour la Great Southern of Spain Railway, ; mais avec les péripéties des retards et changements de main, la Granada Railway Ltd n'achève le projet définitif qu'en 1904. En été de cette année-là, tout le matériel nécessaire à la construction du pont est sur place. La construction commence et tous s'en félicitent. 
Les problèmes d'assise du nouveau pont
Mais début décembre 1905 de nombreuses infiltrations déstabilisent le terre-plein d'accès du côté de Baza : l'étrier s'incline et se déplace de 40 cm. Ces infiltrations proviennent de la seguia (acequia) de la Mujer, qui passe juste à l'ouest du terre-plein. Diverses actions sont menées pour résoudre ce problème, et en attendant la trame métallique est appuyée sur des chevalets en bois. Le tout sans résultat : le terre-plein exerce sur l'étrier une pression trop forte. Le contre-étrier s'écroule, le terre-plein glisse et occulte le passage de la seguia de la Mujer. Les travaux de démolition et de reconstruction sont menés tambour battant, et en juin 1906 le nouvel étrier est en place,.
Il est cimenté en profondeur. Mais – curieusement, vu les circonstances – aucun drainage n'est prévu : les ingénieurs estiment que l'usage de ciment hydraulique, vu à l'époque comme un matériau spécial, à une telle profondeur, est suffisant pour compenser les défaillances structurelles des assises. Mais cela ne suffit pas. Non seulement le pouvoir du ciment hydraulique est insuffisant face au pouvoir de l'eau, mais à ce dernier s'ajoute le fait que les roches environnantes sont originellement à base argileuse : très dures quand elles sont sèches, elles se délitent en présence continue d'eau. 

L'eau et la roche conjuguées contre le ciment, finissent par gagner. En juin 1906, à peine terminé, le nouvel étrier commence à s'incliner. Les responsables admettent la défaite, abandonnent le pont, et en construisent un autre beaucoup plus petit à 1 km en amont. L'affaire a coûté à la compagnie un million de pesetas, à quoi il faut ajouter le coût du nouveau pont et celui des deux kilomètres de voie en plus.
Toutefois, comme le reste de la ligne est terminé, le premier pont est utilisé pour une courte période : le temps de construire son remplaçant et la longueur de voie nécessaire. Par Ordre royal du 7 janvier 1907, les passagers doivent descendre et traverser le pont à pied, suivis par le train à vide (George L. Boag, un directeur de la Great Southern of Spain Railway, en a pris une photographie qui a été préservée) ; une carte postale de 1909 montre le train traversant le pont - et l'inclinaison de l'étrier du côté est. En juillet 1909 cet étrier a bougé de 3,60 m (!) Le pont se maintient grâce à une équipe de maçons perpétuellement à l'œuvre pour limiter les déformations des tabliers.
Il est surnommé "Puente de lata",, le "pont boite de conserve" ou "pont en tôle".
Les trains cessent définitivement de l'utiliser en mai 1913. Son abandon est officiellement enregistré par l'administration en 1921.
Déplacement du pont à Dúrcal
À cette époque, l'industrie agroalimentaire de la province de Grenade est en plein essor ; les infrastructures se modernisent – les transports en premier lieu, dont le chemin de fer. L'industriel de Saragosse Nicolás Escoriaza est à l'origine de la création de la Sociedad Anónima de Transvías Eléctricos de Granada, qui met en place les premières lignes électrifiées. Dans les 20 premières années du XXe siècle, neuf lignes sont créées qui relient Grenade à sa zone d'influence, et elles sont prolongées par des lignes de chemin de fer secondaires qui atteignent le sud-ouest de la province de Jaén vers le nord et la côte méditerranéenne vers le sud. Parmi ces dernières, la ligne Grenade-Motril ne pose qu'un problème majeur : le passage du Dúrcal, qui nécessite un pont d'environ 200 m de long. Nicolás Escoriaza est aussi actionnaire dans la compagnie de la ligne Guadix-Baza (et, incidemment, il vient d'être créé premier vicomte d'Escoriaza (es) pour services rendus au commerce et à l'industrie, en sus de la batterie de médailles dignitaires tant belges qu'espagnoles qu'il aligne). Il n'en faut pas plus pour décider du déménagement du pont du Gor.
L'entreprise allemande Dormunde Union est chargée du démontage, transport et remontage du pont sur le Dúrcal dans la commune de Dúrcal, où il est inauguré de nouveau le 18 juillet 1923. A son nouvel emplacement, le pont est moins long : 200 m au lieu de 250 m. Les piliers, beaucoup plus hauts qu'à Gor, doivent être renforcés..